# Chronologie de la France sous la IVe République
Pour un article plus général, voir Chronologie de la France.

## Années 1940

### 1946
- 20 janvier : Charles de Gaulle démissionne à la suite d'un désaccord sur la future Constitution.
- 19 mars : La Guadeloupe, la Guyane, la Martinique et La Réunion deviennent des départements français.
- 8 avril : Nationalisation du gaz et de l'électricité, avec la création d'Électricité de France (EDF) et de Gaz de France (GDF).
- 9 avril : Loi Marthe Richard sur la fermeture des maisons de tolérance.
- 16 juin : Discours de Bayeux du général de Gaulle, critiquant les institutions naissantes de la IVe République.
- 13 octobre : Adoption de la Constitution de la IVe République par référendum.
- 27 octobre : Promulgation de la Constitution de la IVe République.

### 1947
- 16 janvier : Élection de Vincent Auriol à la présidence de la IVe République.
- 29 mars : Soulèvement insurrectionnel à Madagascar contre le régime colonial français.
- 14 avril : Création du RPF par de Gaulle.
- 5 mai : Renvoi des ministres communistes du gouvernement et fin du tripartisme (PCF, MRP et SFIO).
- 5 juin : Annonce du plan Marshall, en vue de la reconstruction économique de l'Europe et pour lutter contre le communisme.
- Juin : Importante vague de grèves ouvrières.

### 1948
- 12 avril : Création par Léon Jouhaux du syndicat Force ouvrière à la suite d'une scission avec la CGT.
- Avril : Début de l'application du plan Marshall.
- 10 décembre : Réunion de l'Assemblée générale des Nations unies à Paris, adoptant la Déclaration universelle des droits de l'homme.

### 1949
- 24 janvier : Début du procès Kravtchenko.
- 20 au 25 avril : Le Congrès mondial des partisans de la paix se tient à Paris et à Prague et marque la naissance du Conseil mondial de la paix (CMP).
- 27 juillet : Ratification de l'entrée dans l'Organisation du traité de l'Atlantique nord (OTAN).

## Années 1950

### 1950
- 11 février : Création du salaire minimum interprofessionnel garanti (SMIG).
- 9 mai : Plan Robert Schuman sur l'Europe, proposant le pool charbon acier (CECA, Communauté européenne du charbon et de l'acier).
- 8 octobre : Défaite française à la bataille de Caobang en Indochine.
- 6 décembre : Le général de Lattre de Tassigny est nommé Haut-Commissaire en Indochine.

### 1951
- 18 avril : Création de la Communauté européenne du charbon et de l'acier (CECA).
- 7 mai : Loi sur les apparentements des partis politiques.
- 23 juin : Mort de Pétain sur l'Île-d'Yeu.
- 11 août : Investiture du deuxième gouvernement René Pleven.
- 24 novembre : Départ du premier voyage du navire de recherche et de découverte Calypso du commandant Cousteau.
- 19 décembre : Découverte du gaz de Lacq.

### 1952
- 11 janvier : À la mort du maréchal de Lattre de Tassigny, le général Salan devient commandant en chef des forces armées françaises en Indochine.
- 6 mars : Investiture du gouvernement Antoine Pinay.
- 28 mai : Importantes manifestations des communistes contre le général américain Matthew Ridgway, nouveau commandant des forces de l'OTAN, accusé de crimes de guerre en Corée.
- 5 août : Découverte des corps de la famille Drummond (affaire Dominici).
- 4 septembre : Condamnation des communistes André Marty et Charles Tillon par le PCF.
- 25 octobre : Inauguration du barrage de Donzère-Mondragon.
- 28 octobre : L'Assemblée nationale vote l'amnistie des faits de collaboration.
- 2 décembre : Victoire française de Na-San en Indochine.

### 1953
- 8 janvier : Investiture du gouvernement René Mayer.
- 16 mai : Lancement de L'Express par Jean-Jacques Servan-Schreiber et Françoise Giroud.
- 26 juin : Investiture du gouvernement Joseph Laniel.
- Juillet : Enquête parlementaire sur le trafic de piastres.
- 14 juillet : Sept manifestants morts par balle lors de la manifestation du 14 juillet.
- 23 octobre : Accords de Paris mettant officiellement fin à l'état de guerre avec l'Allemagne.
- 20 novembre : Dans le cadre de l'opération Castor, deux bataillons de parachutistes français sautent sur Điện Biên Phủ.
- 23 décembre : Élection au suffrage indirect de René Coty à la présidence de la République.

### 1954
- 7 janvier : Investiture de René Coty à la présidence de la République.
- 5 février : Encerclement de Điện Biên Phủ par le Viêt-Minh.
- 13 mars : Déclenchement de l'assaut du Viêt-Minh sur Điện Biên Phủ.
- 23 mars : Création des Compagnons d'Emmaüs par l'abbé Pierre.
- 10 avril : Loi instaurant la TVA.
- 7 mai : Reddition de l'armée française à Điện Biên Phủ.
- 12 juin : Démission de Joseph Laniel de la présidence du Conseil.
- 18 juin : Investiture du gouvernement Pierre Mendès France.
- 21 juillet : Signature des accords de Genève mettant fin à la guerre d'Indochine.
- 31 juillet : Pierre Mendès France prononce le discours de Carthage sur l'acceptation de l'autonomie de la Tunisie.
- 30 août : Rejet de la Communauté européenne de défense (CED) par l'Assemblée nationale.
- 1er novembre : Toussaint rouge, début de la guerre d'Algérie.
- 13 novembre : Décrets limitant le régime des bouilleurs de crus, mesure contre l'alcoolisme.

### 1955
- 5 février : Chute du gouvernement Pierre Mendès France.
- 23 février : Investiture du gouvernement Edgar Faure.
- 2 avril : Loi sur l'état de siège en Algérie.
- 3 juin : Autonomie interne de la Tunisie.
- 2 décembre : Dissolution de l'Assemblée nationale par le président du Conseil Edgar Faure.
- 8 décembre : Création du Front républicain par Guy Mollet, Pierre Mendès France, François Mitterrand et Jacques Chaban-Delmas.

### 1956
- 2 janvier : Élections législatives, percée du poujadisme.
- 1er février : Début du gouvernement Guy Mollet.
- 28 février : Instauration d'une troisième semaine de congés payés.
- 2 mars : Indépendance du Maroc.
- 20 mars : Indépendance de la Tunisie.
  - 12 avril : Prolongation du service militaire de six à neuf mois supplémentaires.
- 24 octobre : Enlèvement par l'armée du leader indépendantiste algérien Ahmed Ben Bella.
- 29 octobre-6 novembre : Intervention contre l'Égypte, aux côtés du Royaume-Uni et d'Israël, au cours de la crise de Suez.

### 1957
- 7 janvier : Octroi des pleins pouvoirs au général Jacques Massu lors de la bataille d'Alger.
- 25 mars : Signature du Traité de Rome instaurant la CEE.
- 21 mai : Chute du gouvernement Guy Mollet.

### 1958
- 13 mai : Constitution d'un Comité de Salut Public par le général Massu, en vue du maintien de l'Algérie française.
- 1er juin : Nomination de Charles de Gaulle à la présidence du Conseil.
- 4 juin : Discours de de Gaulle en voyage à Alger : « Je vous ai compris ! »
- Constitution du 4 octobre, texte fondateur de la Ve république